# Dick Johnstone
Dick Johnstone (Invercargill, Nueva Zelanda; 23 de junio de 1936 – Auckland, Nueva Zelanda; 18 de noviembre de 2022) fue un ciclista neozelandés que competía en la modalidad de ciclismo de ruta que participó en dos ocasiones en los Juegos de la Mancomunidad y en los Juegos Olímpicos de Tokio 1964.

## Carrera

### Nacional
Fue el primer campeón nacional de ciclismo de ruta de Nueva Zelanda en 1957 y de la carrera de los seis días en 1960, además de ganar el tour de Southland y de Waikato en 1963.

### Internacional
En 1958 participa por primera vez en los Juegos de la Mancomunidad donde no pudo finalizar la prueba de ruta. Cuatro años después finalizó en noveno lugar en la prueba de ruta.
En 1964 fue uno de los cinco ciclistas que representaron a Nueva Zelanda en Tokio 1964. En la prueba individual finalizó en el décimo lugar, y en la prueba por equipos finalizó en el lugar 18.

## Tras el retiro
Posteriormente se retiraría en 1976 y fue un oficial que participó en el Boicot a los Juegos Olímpicos de 1980, en el cual Nueva Zelanda no formó parte del mismo. De 1976 a 1994 fue el entrenador del equipo nacional de ciclismo, obteniendo el título del Tour of the Future de 1992 en Arizona, Estados Unidos. En 1987 gana el Alwyn Moon Memorial Award.